# Calpocalyx atlanticus
Calpocalyx atlanticus é uma espécie de legume da família Leguminosae.
Apenas pode ser encontrada nos Camarões.